# Киносвидание (телеканал)
«Киносвидание» — телеканал, входящий в линейку киноканалов «Настрой кино!» холдинга «Ред Медиа». Являлся одним из первых собственных телеканалов производства «НТВ-Плюс». Некоторые фильмы могут транслироваться в формате звука Dolby Digital 5.1.

## История
Телеканал «Мир кино» начал вещание 1 октября 1996 года в 19:00 мск в рамках проекта «Система спутникового телевидения НТВ-Плюс» в аналоговом качестве. С этого канала, а также с каналов «НТВ-Плюс Наше кино», «НТВ-Плюс Спорт» и «НТВ-Плюс Музыка» начался первый оператор спутникового телевидения — «НТВ-Плюс».
В первые месяцы существования обоих киноканалов «НТВ-Плюс» их вещание было ограничено по времени — практиковались дневные перерывы. Они полностью прекратились после новогодних праздников 1997 года. Объём вещания телеканала составлял по 6 часов в сутки с утра и с вечера. В дальнейшем телеканал начинал вещание в 10 часов утра и заканчивал своё вещание в районе часа ночи. Первым директором телеканала был Игорь Толстунов. Главным редактором канала являлся Сергей Фикс (по совместительству — управляющий службой кинопоказа на НТВ с 1996 по 2003 год).
В самом начале своего существования телеканал, помимо лучших зарубежных фильмов прошлых лет, показывал также детективные телесериалы, малоизвестные художественные фильмы, а также киноленты, имевшиеся в запасе у телеканала «НТВ» — права на их показ в своё время были выкуплены телеканалом до 2000 года. Кроме того, до появления «Ночного канала» в сетке «Мира кино» присутствовали эротические фильмы, выходившие ночью без повторов в дневное время. Со временем в эфире стало транслироваться больше зарубежных художественных фильмов, снятых знаменитыми режиссёрами и с участием известных актёров. До начала 2000-х годов в сетке вещания также были представлены передачи о кино и знаменитостях, связанных с ним. С 2000 по 2001 год помимо канала «Мир кино» существовал и одноимённый интернет-портал, над которым, кроме Фикса, также работали профессиональные киножурналисты Александр Монахов, в прошлом — редактор отдела культуры в «Комсомольской правде», и Нина Цыркун.
С 1997 по 2000 год на канале работала служба новостей, выходившая в рамках рубрики «Новости кино» с Сергеем Зоненлихтом (производство СИВ, ранее работавшей на канале «Российские университеты»), затем — программы «Киновости», к выпуску которой был причастен Давид Шнейдеров (с 2000 по 2001 год она шла только на канале «Наше кино», ранее шла на обоих главных киноканалах телекомпании). Рекламные паузы в фильмах и между ними полностью отсутствовали (как и на других собственных каналах «НТВ-Плюс» до начала 2000-х годов), вместо них между сеансами шли анонсы предстоящих на неделе фильмов, разбитые по жанрам, или ролики для абонентов спутникового оператора о правилах оплаты подписки, настройках ресивера и прочих.
С 1997 года директором киноканалов стал Сергей Левин. 
С 1998 по 2002 год телеканал на эксклюзивной основе в России транслировал в прямом эфире церемонии вручения наград Американской киноакадемии «Оскар» (у центрального канала ОРТ тогда были права только на показ в записи через сутки). Церемонии переводил на русский язык мастер авторского перевода, синхронист эпохи VHS Юрий Сербин, тогда сотрудничавший с НТВ и «НТВ-Плюс», помогали ему Андрей Гаврилов, затем директор Службы кинопоказа НТВ Сергей Фикс и женский голос. С 2003 года, когда права на прямую трансляцию отошли к «Первому каналу», трансляции «Оскара» на канале больше не проводились. Тогдашняя политика спутникового оператора в области прямых трансляций «Оскара», а также некоторых спортивных телетрансляций, заключалась в принципиальном её отказе от дублирования на своих каналах того эксклюзивного контента, который доступен на сторонних телеканалах в открытом доступе, к тому же, ещё и входящих в базовый пакет «НТВ-Плюс».
1 октября 2002 года телеканал сменил название и логотип на «Киноклуб». Примерно с этого же времени фильмы стали транслироваться с двухчасовым интервалом — обычно в начале каждого нечётного часа. Сдвинуто также и время начала вещания — оно стало начинаться в 10:55 вместо 10:30. Переименование канала было связано с желанием новых владельцев и руководителей телекомпании «НТВ-Плюс» более внятно сегментировать кинопоказ на собственных каналах, чем то было раньше. Главным редактором кинопоказа на собственных каналах в те годы был Сергей Зоненлихт.
6 сентября 2004 года «НТВ-Плюс Киноклуб» перешёл на круглосуточное вещание.
С 25 декабря 2015 года телеканал принадлежит «Ред Медиа».
1 января 2016 года канал перестал транслировать фильмы с двухчасовым интервалом.
15 августа 2016 года в рамках ребрендинга киноканалов был переименован в «Киносвидание».
До 15 августа 2016 года в эфире телеканала транслировались старые и новые кинофильмы разных лет, жанров и направлений. После смены названия тематика канала изменилась — теперь она состоит из фильмов об отношениях мужчины и женщины.

## Вещание
- Телеканал распространяется у операторов платного телевидения в специальном премиальном пакете «Настрой кино!». Исключением является «Триколор ТВ», где телеканал включён в пакет «Единый».